# Szkoła wywiadowczo-dywersyjna we wsi Simeiz
Szkoła wywiadowczo-dywersyjna we wsi Simeiz – niemiecki ośrodek wywiadowczy i dywersyjny skierowany przeciwko ZSRR podczas II wojny światowej.
Szkoła powstała w maju 1943. Mieściła się w b. sanatorium sowieckich związków zawodowych w nadmorskiej wsi Simeiz na południowym Krymie. Na jej czele stał kpt. Kremer. Szkolono w niej agentów wywiadowców i dywersantów spośród Gruzinów - jeńców wojennych z Armii Czerwonej i ochotników z kolaboracyjnych oddziałów Wehrmachtu. Agenci byli przerzucani na obszar Kaukazu. W szkole szkoliło się jednocześnie do 120 ludzi. Kursanci byli podzieleni na 3 grupy: wywiadowców-dywersantów (ok. 100 osób), grupę morską (ok. 15) i radiowców (4-6). 
W drugiej połowie września 1943, ze względu na ujawnienie szkoły przez partyzantów, wykładowcy i kursanci (oprócz grupy morskiej) zostali przeniesieni do Dęblina, po czym kursantów rozdzielono po kolaboracyjnych oddziałach wojskowych złożonych z Gruzinów. Natomiast grupa morska z kpt. Kremerem przybyła do Podgoricy, a następnie do okupowanej Francji, gdzie weszła w skład jednego z gruzińskich Ostbatalionów.